# زهرة الحبلى متأخرة الإزهار
زهرة الحبلى متأخرة الإزهار (الاسم العلمي:Enkianthus serotinus) هي نوع من النباتات تتبع جنس زهرة الحبلى من الفصيلة الخلنجية.